# Nitrokey
Nitrokey — USB-устройство с открытым исходным кодом, используемое для безопасного шифрования и создания цифровой подписи данных. Секретные ключи всегда хранятся внутри Nitrokey, что обеспечивает защиту от вредоносного ПО (например, от компьютерных вирусов) и злоумышленников. Устанавливаемый пользователем PIN и smart card с антивандальной защитой делают Nitrokey безопасным в случае потери или кражи. Оборудование и ПО от Nitrokey является открытым. Открытое ПО и открытое аппаратное обеспечение позволяет независимым сторонам подтверждать защищённость устройства. Nitrokey поддерживается в Microsoft Windows, Linux, и macOS.

## История
В 2008 году Jan Suhr, Rudolf Böddeker и их друг путешествовали и столкнулись с потребностью использовать зашифрованную электронную почту в интернет-кафе, что требует от секретных ключей быть защищёнными от компьютерных вирусов. В то время существовали некоторые проприетарные USB решения, но все они имели те или иные недостатки. В итоге друзья в августе 2008 основали oткрытый проект Crypto Stick, который позднее вырос в проект Nitrokey. Разработчики в свободное время разрабатывали аппаратное решение для безопасного шифрования электронной почты. Первая версия Crypto Stick была выпущена 27 декабря 2009. Ближе к концу 2014 разработчики решили превратить решение в готовый продукт и переименовали его в Nitrokey. Прошивка Nitrokey была проверена в мае 2015 немецкой компанией Cure53, занимавшейся кибербезопасностью, а аппаратное обеспечение было проверено этой же компанией в августе 2015. Первые четыре модели Nitrokey стали доступны потребителям 18 сентября 2015.

## Технические особенности
Существует несколько моделей Nitrokey, и флагманской является Nitrokey Pro. Она включает следующие особенности:
- Хранилище ключей с поддержкой стандартов шифрования OpenPGP (популярно у частных лиц) и S/MIME (популярно у бизнеса). Nitrokey также может использоваться со сторонними приложениями, наподобие TrueCrypt или VeraCrypt для шифрования диска.
- Одноразовые пароли (схожи с TAN и используются как дополнительное средство обеспечения безопасности в дополнение к обычным паролям). Поддерживается HMAC-based One-time Password Algorithm (HOTP, RFC 4226) и Time-based One-time Password Algorithm (TOTP, RFC 6238), которые совместимы с Google Authenticator.
- Client Certificate Authentication — используется для защищённого администрирования серверов по SSH и для доступа к VPN через OpenVPN.[9]
- Password Safe — хранит зашифрованные постоянные пароли внутри Nitrokey.

Следующая версия — Nitrokey Storage — предлагает те же функции, что и Nitrokey Pro, а также защищённое хранилище общего назначения.

## Характеристики
- Секретные ключи Nitrokey хранятся внутри устройства.
- Устанавливаемый пользователем PIN-код защищает в случае потери или кражи.
- Антивандальный дизайн защищает от изощрённых физических взломов.
- Поддерживаются ключи RSA (до 4096 бит) и AES-256.
- Решение поддерживается для Microsoft Windows, macOS и Linux.
- Совместимо с большим числом популярных программ, таких как Microsoft Outlook, Mozilla Thunderbird, и OpenSSH.
- Элементы системы Nitrokey, касающиесяшифрования и защиты, опубликованы как open source и open hardware[11], чтобы у независимых исследователей была возможность проверить исходный код и аппаратное решение и убедиться в отсутствии бэкдоров и других уязвимостей.[12]
- Защита Nitrokey независима, поскольку секретные ключи хранятся централизованно у производителя устройства.
- Nitrokey опубликован как ПО с открытым исходным кодом, свободное ПО, и свободное аппаратное обеспечение.

## Устройства
- Nitrokey Start[13]
- Nitrokey HSM[14]
- Nitrokey Pro[15]
- Nitrokey Storage 16GB[16]
- Nitrokey Storage 32GB[17]
- Nitrokey Storage 64GB[18]
- Nitrokey FIDO U2F[19]
- Nitrokey FIDO2[20]

## Философия
Разработчики Nitrokey считают, что проприетарные системы не могут обеспечить надёжную защиту и что системы защиты должны быть с открытым кодом. Как пример приводятся случаи, в которых NSA перехватывало защищенные устройства в процессе перевозки и включало в них бэкдоры. В 2011 RSA был взломан, а секретные ключи токенов securID были украдены, что позволило хакерам обходить аутентификацию. Как стало известно в 2010, многие USB-устройства, сертифицированные FIPS 140-2 Level 2 от разных производителей могут быть легко взломаны с помощью пароля по умолчанию. Nitrokey, являющийся проектом с открытым исходным кодом, в силу своей прозрачности намерен поставлять хорошо защищённые системы и избежать таких проблем с безопасностью, с которыми сталкивались конкуренты. Миссия Nitrokey’s — предложить лучшие токены и защищенные USB-хранилища для защиты цифровой среды пользователей.